# Synecta capruma
Synecta capruma är en fjärilsart som beskrevs av William Schaus 1901. Synecta capruma ingår i släktet Synecta och familjen mätare. Inga underarter finns listade i Catalogue of Life.